# Cape Crawford
Cape Crawford – osada w Australii w Terytorium Północnym, położona przy skrzyżowaniu dróg Carpentaria Highway i Tablelands Highway w parku narodowym Limmen. Nazwa pochodzi od nazwiska Lindsaya Crawforda, który odkrył miejsce w 1880 roku. Cape Crawford funkcjonuje jako atrakcja turystyczna. W pobliżu znajdują się niepowtarzalne formacje skalne Lost City. Jedynym miejscem oferującym usługi dla podróżujących jest Heartbreak Hotel.